# Mutisieae
Mucizija (lat. Mutisia), tribus glavočika iz potporodice  Mutisioideae. Postoji 15 rodova

## Rodovi
1. Chaetanthera Ruiz & Pav. (36 spp.)
2. Pachylaena D. Don ex Hook. & Arn. (2 spp.)
3. Mutisia L. fil. (65 spp.)
4. Trichocline Cass. (23 spp.)
5. Lulia Zardini (1 sp.)
6. Amblysperma Benth. (1 sp.)
7. Brachyclados Gillies ex D. Don (3 spp.)
8. Chaptalia Vent. (69 spp.)
9. Perdicium L. (2 spp.)
10. Leibnitzia Cass. (6 spp.)
11. Gerbera L. (23 spp.)
12. Piloselloides (Less.) C. Jeffrey ex Cufod. (2 spp.)
13. Oreoseris DC. (12 spp.)
14. Adenocaulon Hook. (5 spp.)
15. Eriachaenium Sch. Bip. (1 sp.)